# Blancey
Blancey ist eine französische Gemeinde mit 55 Einwohnern (Stand 1. Januar 2022) im Département Côte-d’Or in der Region Bourgogne-Franche-Comté. Sie gehört zum Arrondissement Beaune und zum Kanton Arnay-le-Duc. 
Sie grenzt im Nordwesten an Thorey-sous-Charny, im Nordosten an Gissey-le-Vieil, im Osten an Éguilly, im Südosten an Chailly-sur-Armançon und im Südwesten an Mont-Saint-Jean.

## Bevölkerungsentwicklung
| Jahr                       | 1962 | 1968 | 1975 | 1982 | 1990 | 1999 | 2008 | 2016 |
| -------------------------- | ---- | ---- | ---- | ---- | ---- | ---- | ---- | ---- |
| Einwohner                  | 78   | 75   | 73   | 64   | 62   | 60   | 71   | 73   |
| Quellen: Cassini und INSEE |      |      |      |      |      |      |      |      |